# Glossolepis wanamensis
Glossolepis wanamensis là một loài cá thuộc họ Melanotaeniidae. Nó là loài đặc hữu của Papua New Guinea. Chúng được tìm thấy ở hồ Wanam, một hồ nhỏ nằm trên thung lũng sông Markham miền đông Papua New Guinea. Chúng sinh sống ở vùng nước nông và sạch.